# Telewerk

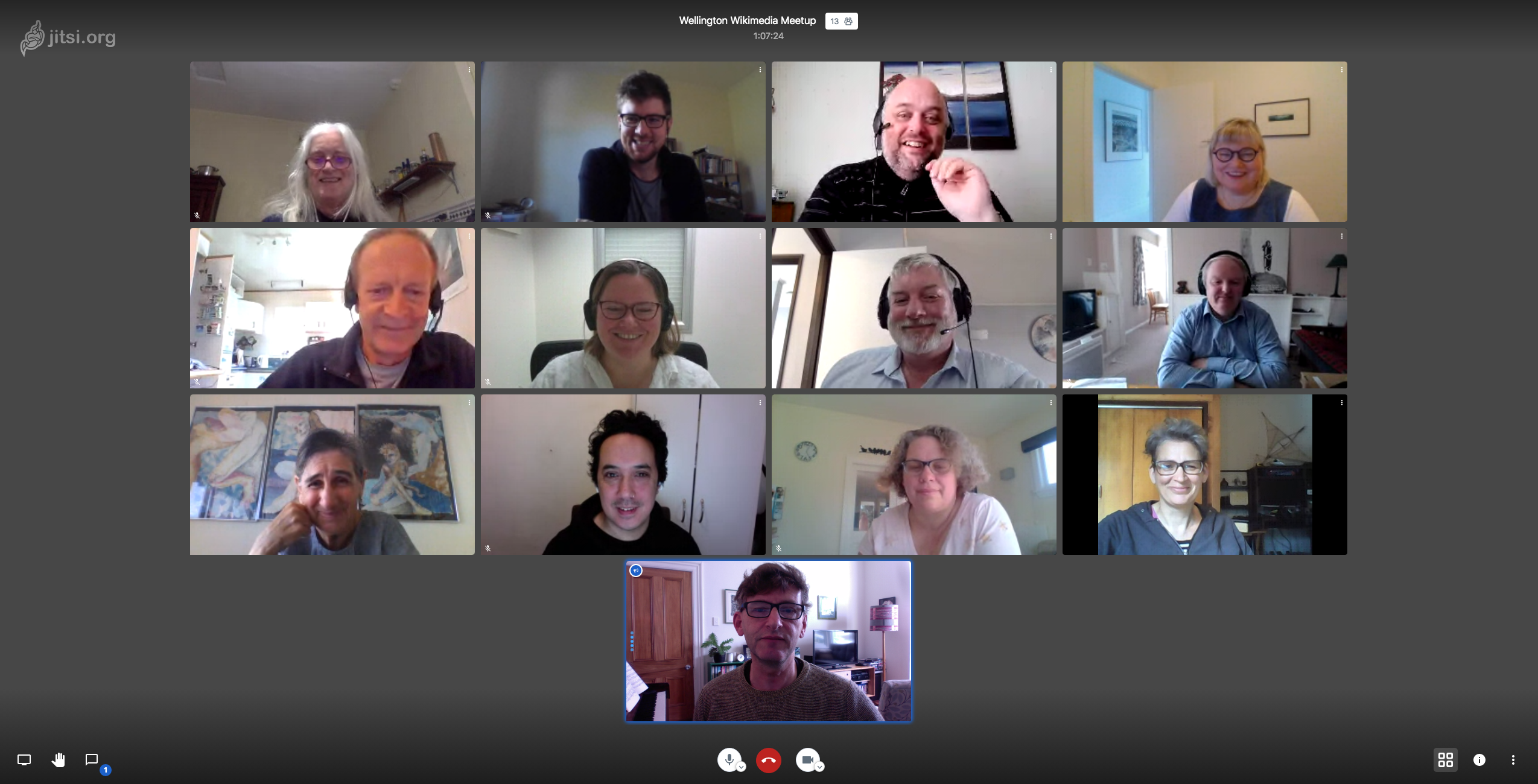
Een typische meeting op afstand (hier met Jitsi)

Telewerk is het werken op afstand. Dit wordt gemaakt door de aanwezigheid van telecommunicatieverbindingen (vaak een internetverbinding) met de buitenwereld. TNO gaf eind jaren '90 als definitie: "arbeid die op afstand van de werk- of opdrachtgever wordt uitgevoerd met behulp van informatie- en communicatietechnologie (ICT)". De Vlaamse Overheid spreekt anno 2022 over het werken tijdens de werkuren op een andere locatie dan de arbeidsplaats (bv. thuis of in een satellietkantoor).

## Geschiedenis
Telewerken is ontstaan rond 1975 en vanaf halverwege 1980 werd er meer gebruik van gemaakt doordat technologie dit toeliet.
Door de opkomst van goedkopere telecommunicatieverbindingen en laptops en de ontwikkeling van toepassingen als LAN, client-serversoftware, groupware, VPN en andere IT-toepassingen, is telewerk met name vanaf de jaren 80 in gang gezet. Telewerken is in opkomst, en de groeiende technologische ontwikkelingen maken het mogelijk om telewerken toe te passen, maar technologie wordt ook als boosdoener gezien vanwege de trage groei.
Working Naked Day – Nederlands: Naakt werken dag – is een metafoor om telewerken dan wel thuiswerken te stimuleren. Begin jaren 2000 is de Amerikaanse freelance schrijfster Lisa Kanarek het telewerken gaan promoten. Zij deed dit destijds vanwege de daarbij behorende voordelen, zoals vrijheid, flexibiliteit en het vermijden van woon-werkverkeer. De term “Working Naked Day” gebruikte ze daarvoor omdat in eigen huis niet uitmaakt hoe men zich – of helemaal niet – kleed. Ook refereert zij naar het gevoel op jezelf te staan. Een direct klankbord of hulp als er iets misgaat, is mogelijk niet meteen aanwezig.
De dag staat oorspronkelijk gepland op de eerste vrijdag in februari.
In 2020 was er vanwege de coronapandemie een grote stijging in telewerken wereldwijd; vaak verplicht of sterk geadviseerd door overheden of medisch instituten ter indamming van het virus. Sommige technologiebedrijven besloten om dit niet alleen tijdelijk toe te passen, maar permanent. Volgens het Kennisinstituut voor Mobiliteitsbeleid (KiM) heeft de meerderheid van de thuiswerkers positieve ervaringen met telewerken tijdens de coronacrisis. Daarom verwacht een groot deel van hen vaker te blijven thuiswerken als de crisis voorbij is. Deze stijging in telewerken tijdens de coronapandemie heeft geleid tot een nieuwe werkvorm: hybride werken. Bij hybride werken verdeelt een persoon de werktijd tussen telewerken en werken vanuit een centraal kantoor.

## Soorten telewerk
- telewerk als substituut voor werk buitenshuis;
- ondernemers die van huis uit online werken;
- werknemers die achterstallig werk thuis afmaken.

## Voordelen
- Meer vrije tijd omdat de pendeltijd wegvalt
- Geen last van files en/of vertragingen
- Besparing van kantoorruimte, hoewel er thuis ook genoeg ruimte en middelen voor een werkplek moeten zijn.
- Verhoogde flexibiliteit voor de werkgever en werknemer
- Meer rust om te werken, meer mogelijkheid om te concentreren,[10] hoewel er thuis weer andere afleidingen bestaan dan op kantoor en collega's moeilijker elkaar 'bij de les' kunnen houden als ze elkaar niet kunnen zien of horen
- Meer zelfstandigheid voor de werknemers, al vereist dit ook meer zelfredzaamheid.
- Hogere productiviteit, al is dit afhankelijk van enkele factoren, zoals het ontbreken van afleidingen in de thuiswerkomgeving of voldoende (technische) ondersteuning om zelfstandig thuis te werken.

## Nadelen
- De werkplek is ook de leefplek, wat de grens tussen werken en leven kan doen wegvallen.[10] De werknemer kan hierdoor een constante druk voelen om 24 uur per dag beschikbaar te zijn, ook bij ziekte of vakantie.
- Er bestaan in de thuisomgeving andere mogelijke afleidingen (zoals medebewoners, huisdieren of buren, of andere zaken zoals het huishouden of hobby's) die op kantoor afwezig zijn. Hierdoor kunnen de concentratie en productiviteit van de werknemer verslechteren, maar dit is afhankelijk van verschillende omstandigheden.
- Afstandswerken is geen vervanging voor sociale contacten met collega's.[10] Het contact met collega's kan afstandelijker worden of wegvallen (al dan niet letterlijk bij technische problemen).
- Procedurevereisten en het vierogenprincipe zijn moeilijker na te leven.
- De werkgever heeft geen directe aansturing over de werknemer. Wanneer bovendien de telewerkende werknemer zelf leidinggevende is, is het voor hem of haar ook moeilijker het werk van de werknemers aan wie hij of zij leiding geeft te controleren.
- Telewerken is vaak ook moeilijk of niet mogelijk door het gebrek aan kennis van de werknemers die het moeten uitvoeren met betrekking tot de software of hardware. Dit komt doordat telewerkers vaak een hogere leeftijd hebben en niet zijn opgegroeid met nieuwere technologische ontwikkelingen.[11][10]
- Bij bepaalde vormen van werk zijn papieren documenten zoals boeken of andere fysieke voorwerpen van belang. Deze kunnen of mogen niet altijd (makkelijk) worden gedigitaliseerd of mee naar huis genomen worden en moeten daarom op kantoor worden geraadpleegd en bewaard.
- Bij hybride werken tussen kantoor en thuis dient de werknemer vaak voortdurend een laptop en bijbehorende spullen mee te nemen van en naar werk, zodat alle relevante bestanden en programma's op hetzelfde apparaat blijven staan. Bij puur kantoorwerk kunnen de meeste werkspullen aan het eind van de werkdag op kantoor worden achtergelaten. Voor sommige soorten werk is bovendien een personal computer (pc) met meer technisch vermogen een betere optie dan een laptop; een pc is echter veel onpraktischer om regelmatig te verplaatsen en kan beter op dezelfde plek blijven staan.

## Nederland
In Nederland, dat de meeste telewerkers ter wereld heeft (27% van alle werknemers), gaat het bij telewerk meestal om de laatste categorie. Veel mensen gebruiken de mogelijkheid van telewerk namelijk als een vorm van crisismanagement uit tijdnood. Telewerkers zijn vaak wat ouder, bestaan voor het merendeel uit mannen en betreffen vooral hogeropgeleiden.
Ter stimulering van het telewerken, werd in 1990 door o.a. het Ministerie van Verkeer en Waterstaat het Nederlandse Platform Telewerken opgericht, dat na het wegvallen van de subsidie in 1995 door het bedrijfsleven en een kleine subsidie van het Ministerie doorstartte als de Stichting TelewerkForum, waarbij met name de ICT leveranciers en de Telecom industrie sponsorde, maar ook bedijven als ikea. Sinds 2006 is dit een zelfstandige organisatie zonder dat het afhankelijk is van subsidies.
Het TelewerkForum reikt, om haar werkzaamheden en doelstellingen onder de aandacht te brengen, jaarlijks de Telewerkprijs uit.

## België
In België is telewerk geregeld in het arbeidsrecht, maar wel met het onderscheid tussen regelmatig en occasioneel telewerk (CAO 85).
De Belgische fiscus verstrekt in de circulaire nr. Ci.RH.241/616.975 (AAFisc Nr. 2/2014) van 16 januari 2014 meer uitleg over de fiscale behandeling van telewerk. Een verplichte vermelding in het telewerkcontract betreft de onkostenvergoeding. De wet voorziet hiervoor geen minimum of maximum vergoeding. Zonder begroting in het contract en bij gebrek aan een cao hierover geldt als onkostenvergoeding een wettelijk forfait van 10 procent van het brutoloon dat betrekking heeft op de thuisarbeid.